# ネルソン・バルデス
ネルソン・アントニオ・アエド・バルデス（Nelson Antonio Haedo Valdez, 1983年11月28日 - ）は、パラグアイ出身の元サッカー選手。現役時代のポジションはフォワード。

## 経歴
ヴェルダー・ブレーメン在籍時にブンデスリーガとドイツカップのタイトルを、ボルシア・ドルトムント在籍時にドイツスーパーカップのタイトルを獲得している。2009年9月9日、2010 FIFAワールドカップ・南米予選・アルゼンチン戦でゴールを挙げ、パラグアイのFIFAワールドカップ出場を決めた。
2010年8月17日、リーガ・エスパニョーラのエルクレスCFと3年契約を結んだ。移籍金は400万ユーロ程度とみられている。9月、カンプ・ノウで行われたFCバルセロナ戦で2得点を挙げて大金星に貢献した。2010-11シーズンはリーグ戦25試合に出場して8得点を挙げたが、エルクレスはセグンダ・ディビシオンに降格した。
2011年8月13日、ロシア・プレミアリーグの強豪FCルビン・カザンに3年契約で移籍をした。移籍金は400万ユーロ（約4億4000万円）。
2012年8月16日、スペインのバレンシアCFに買い取りオプション付きでレンタル移籍した。2013年の夏、アル・ジャジーラ・クラブに移籍した。
2014年1月30日、ギリシャのオリンピアコスFCに延長オプション付きの半年契約で移籍した。
2014年7月29日、アイントラハト・フランクフルトに移籍し、4年ぶりにブンデスリーガに復帰した。
2015年8月7日、シアトル・サウンダーズFCに特別指定選手として移籍。8月16日のホームでのオーランド・シティSC戦で移籍後初ゴールを決めた。
2016年のMLS、レギュラーシーズンでは24試合に出場したが、一度も得点は無かった。
しかしノックアウトラウンドのスポルティング・カンザスシティ戦で先発出場し試合終了間際の88分に得意のヘディングによる劇的な勝ち越し弾を記録。
続くMLSカップ準々決勝のFCダラスとの一戦でも先制ゴールを挙げ、クラブ初のMLSカップ優勝に貢献した。
2017年1月4日、セロ・ポルテーニョに移籍。
2021年7月1日、現役引退を表明した。

## 代表歴

### 出場大会
- パラグアイ代表
  - 2006 FIFAワールドカップ
  - 2010 FIFAワールドカップ

### 試合数
- 国際Aマッチ 77試合 13得点（2004年-2016年）[11]

| パラグアイ代表 | 国際Aマッチ | 国際Aマッチ |
| 年             | 出場        | 得点        |
| -------------- | ----------- | ----------- |
| 2004           | 4           | 0           |
| 2005           | 4           | 2           |
| 2006           | 6           | 2           |
| 2007           | 6           | 2           |
| 2008           | 9           | 2           |
| 2009           | 9           | 1           |
| 2010           | 8           | 1           |
| 2011           | 11          | 2           |
| 2012           | 6           | 0           |
| 2013           | 3           | 0           |
| 2014           | 1           | 0           |
| 2015           | 7           | 1           |
| 2016           | 3           | 0           |
| 通算           | 77          | 13          |

## タイトル
- ヴェルダー・ブレーメン
  - ブンデスリーガ 2003-04
  - DFBポカール 2003-04
- FCルビン・カザン
  - ロシア・カップ 2011-2012
  - ロシア・スーパーカップ 2012
- オリンピアコスFC
  - ギリシャ・スーパーリーグ 2013-14
- シアトル・サウンダーズFC
  - MLSカップ 2016
- セロ・ポルテーニョ
  - リーガ・パラグアージャ 2017C, 2020A